# Lucas Sims
Pour les articles homonymes, voir Sims.
Lucas Sundberg Sims (né le 10 mai 1994 à Lawrenceville, Géorgie, États-Unis) est un lanceur droitier des Braves d'Atlanta de la Ligue majeure de baseball.

## Carrière
Lucas Sims est le 21e athlète réclamé au total par un club du baseball majeur lors du repêchage amateur de 2012 et est le choix de premier tour des Braves d'Atlanta.
Sims fait ses débuts avec Atlanta comme lanceur partant des Braves le 1er août 2017. Il offre une performance somme toute satisfaisante mais ses 3 points accordés en 6 manches aux Dodgers de Los Angeles lui valent une défaite. Les débuts d'Ozzie Albies et Lucas Sims le 1er août 2017 marque la première fois que deux joueurs disputent leur premier match dans les Ligues majeures le même jour avec les Braves d'Atlanta depuis Al Santorini et Walt Hriniak le 10 septembre 1968.